# Gasteropelecus maculatus
Gasteropelecus maculatus is een straalvinnige vissensoort uit de familie van de bijlzalmen (Gasteropelecidae). De wetenschappelijke naam van de soort is voor het eerst geldig gepubliceerd in 1879 door Steindachner.